# Baltasar Anduaga y Espinosa
Baltasar Anduaga y Espinosa (Madrid, 1817-1861) fue un político, jurista, escritor y traductor español.
Fue tres veces diputado y publicó libros jurídicos, históricos y literarios. Tradujo y editó las obras de Jeremy Bentham en 14 vols. (1841-1843) y también una Historia Constitucional de la Monarquía Española del francés Victor du Hamel, publicada en francés en 1845 en dos vols. En cuanto a su obra narrativa destacan la novela Elodio y Adolfo, Madrid, 1847; Laura, Madrid, 1847; Isaac Laquedeen, 6 volúmenes, folletín publicado en La Época; Los caballeros del firmamento, novela en dos vols. y Mercedes de Castilla, novela en 6 vols.